# Baró d'Ovilvar
La baronia d'Ovilvar és un títol nobiliari espanyol que fou concedit pel rei Alfons XIII a Arcadi Balaguer i Costa, president del FC Barcelona i industrial català, mitjançant reial decret de 27 de gener de 1930 i despatx expedit el 12 de maig del mateix any. Avui, el títol és propietat de la seva néta Maria Àngels de Balaguer i Sánchez-Arjona.
|     | Titular                                   | Període                 |
|     | Creació per Alfons XIII                   | Creació per Alfons XIII |
| --- | ----------------------------------------- | ----------------------- |
| I   | Arcadi de Balaguer i Costa                | 1930 - 1973             |
| II  | Josep Maria de Balaguer i de Pallejà      | 1973 - 1998             |
| III | Maria Àngels de Balaguer i Sánchez-Arjona | 2001 - present          |

## Història
- Arcadi de Balaguer i Costa (1886-1973), I baró d'Ovilvar.[4]

Es va casar amb Maria de la Concepció de Pallejà i Ferrer-Vidal. El 1975, va heretar-lo el seu fill:
- Josep Maria de Balaguer i de Pallejà (Barcelona, 1998), II baró d'Ovilvar, enginyer químic.[7]

El 15 de novembre de 1939, es va casar a Sant Sebastià amb Maria del Carmen Sánchez-Arjona y Courtoy (n. 1915), filla de Fernando Sánchez-Arjona y Vargas-Zúñiga i la seva esposa Maria de los Ángeles Courtoy y Carbonell. El 2001 va heretar el títol la seva filla:
- Maria Àngels de Balaguer i Sánchez-Arjona (Barcelona, 1942), III baronessa d'Ovilvar.[3]

El 14 de febrer de 1985, es va casar a Madrid amb l'advocat Jorge Alberto Ferreiro Pérez (†1996).